# Anday Piroska
Anday Piroska (eredeti nevén Andauer Priska, külföldön Rosette Anday) (Budapest, 1899. december 22. vagy 1903. december 22. – Pressbaum, 1977. szeptember 18.) magyar opera-énekesnő (alt, mezzoszoprán).

## Életútja
Tanulmányait a Zeneakadémián végezte Bloch József, Hubay Jenő (hegedű) és Anthes György (ének) osztályában. Eközben a budapesti tudományegyetem bölcsészettudományi karán is tanulmányokat folytatott.
Első nagy sikerét 1920-ban a Városi Színházban aratta a Carmen címszerepében. 1920–22-ben az Operaház ösztöndíjasa volt. 1921. szeptember 23-án írta alá szerződését a bécsi Staatsoperrel, ahol a harmadik fiú (Mozart: A varázsfuvola) szerepében mutatkozott be, de hamar megkapta itt is Carment. A zsidótörvények miatt 1938 márciusában eltávolították az operából. A háború után előbb a Theater an der Wienben kezdte újra pályáját, csak később tért vissza a Staatsoperbe. Négy évtized után, 1961-ben Klütaimnésztra (Strauss: Elektra) szerepében búcsúzott a bécsi közönségtől.
Az alt- és drámai mezzoszoprán-repertoár szinte minden szerepét elénekelte. Sokáig szívesen játszott olyan darabokban, amelyek színpadi hegedülésre nyújtanak lehetőséget, sőt időnként szólóhegedűsként is hangversenyeket adott.
Fellépett a világ számos operaházában, többek között Párizsban, Berlinben, Milánóban és Londonban, de énekelt Argentínában és az Amerikai Egyesült Államokban is. Gyakran vendégszerepelt Magyarországon is. Hírnevet szerzett oratórium- és dalénekesnőként is.
Művészetét számos rádió- és hanglemezfelvétel örökítette meg; utóbbiak többek között a His Master’s Voice, a Decca és a Columbia hanglemeztársaságoknál jelentek meg. Legtöbbjük CD-n is hozzáférhető.
Utolsó lakhelyén, a Bécs melletti Pressbaumban a Rosette Anday-Straße őrzi emlékét, Bécs Penzing kerületében az Andayweg.

## Szerepei
- Bizet: Carmen — címszerep
- Cornelius: A bagdadi borbély — Bostana
- Csajkovszkij: A pikk dáma - A grófné; Polina/Daphnis
- Csajkovszkij: Jevgenyij Anyegin — Olga
- D'Albert: A holt szemek — Maria Magdala
- Delibes: Lakmé — Mallika
- Flotow: Márta — Nancy
- Giordano: André Chénier — Madeleine de Coigny; Bersi
- Gluck: Orfeusz és Euridiké - Orfeusz
- Gounod: Faust — Márta
- Honegger: Jeanne d'Arc a máglyán — Szent Katalin
- Humperdinck: Jancsi és Juliska — Jancsi
- Korngold: Heliane csodája – Hirnöknő
- Korngold: Violanta — Barbara
- Lehár Ferenc: Luxemburg grófja — Kokozov grófnő
- Lortzing: A vadorzó — A grófnő
- Mascagni: Parasztbecsület — Lucia
- Mascagni: Fritz barátunk — Beppo
- Massenet: Manon — címszerep
- Menotti: A médium — Madame Flora
- Menotti: A konzul — Az anya
- Millöcker: A koldusdiák — Palmatica
- Mozart: Così fan tutte — Dorabella
- Mozart: Figaro házassága — Cherubino; Marcellina
- Mozart: A varázsfuvola – Harmadik fiú
- Muszorgszkij: A szorocsinci vásár — Hivrja
- Nicolai: A windsori víg nők — Dúsné
- Offenbach: Eljegyzés lámpafénynél — Katarina
- Offenbach: Hoffmann meséi — Miklós; Antónia anyjának hangja
- Hans Pfitzner: Palestrina — Silla; Lukrécia szelleme
- Poldini Ede: Farsangi lakodalom — A grófnő
- Ponchielli: La Gioconda — Laura
- Poulenc: A karmeliták beszélgetései — Johanna nővér
- Puccini: Pillangókisasszony — Szuzuki
- Puccini: Tosca — Pásztorfiú
- Puccini: Angelica nővér — A hercegnő
- Puccini: Gianni Schicchi — Zita
- Purcell: Dido és Æneas — Varázslónő
- Respighi: A láng — Eudossia
- Saint-Saëns: Sámson és Delila - Delila
- Smetana: Az eladott menyasszony — Háta; Ludmila
- Johann Strauss d. S.: A denevér – Orlovsky herceg
- Richard Strauss: Tűzínség — Wigelis
- Richard Strauss: Salome — Heródiás apródja
- Richard Strauss: Elektra - Klütaimnésztra; Szolgáló
- Richard Strauss: A rózsalovag — Annina
- Stravinsky: Œdipus Rex — Jocasta
- Suppé: Boccaccio — Peronella
- Thomas: Mignon – címszerep
- Verdi: A trubadúr – Azucena
- Verdi: Rigoletto — Maddalena
- Verdi: Álarcosbál — Ulrica
- Verdi: Aida — Amneris
- Verdi: Don Carlos — Eboli hercegnő
- Verdi: Falstaff — Mrs. Quickly
- Wagner: Cola Rienzi, az utolsó tribunus — Adriano
- Wagner: A bolygó hollandy — Mary
- Wagner: Trisztán és Izolda - Brangäne
- Wagner: A nürnbergi mesterdalnokok — Magdalena
- Wagner: A walkür – Fricka; Erda; Roßweiße
- Wagner: Siegfried — Erda
- Wagner: Istenek alkonya – Waltraute
- Wagner: Parsifal — Viráglány; Második lovag
- Weber: Oberon, a tündérek királya – Fatime
- Hugo Wolf: A kormányzó — Frasquita
- Wolf-Ferrari: A négy házsártos — Margarita